# Serie Eldran
La serie Eldran (エルドランシリーズ?, Erudoran shirīzu) è un media franchise di giocattoli ideato dal gruppo Tomy in Giappone. La Tomy ha, in seguito, stipulato un accordo con lo studio d'animazione della Sunrise per la realizzazione di serie animate con questo franchise.

## Serie animate
- Zettai Muteki Raijin-Oh (絶対無敵ライジンオー?, Zettai Muteki Raijin Ō)
- Genki Bakuhatsu Ganbaruger (元気爆発ガンバルガー?, Genki Bakuhatsu Ganbarugā)
- Nekketsu Saikyō Go-Saurer (熱血最強ゴウザウラー?, Nekketsu Saikyō Gōzaurā)
- Kanzen Shouri Daiteioh (完全勝利ダイテイオー?, Kanzen Shōri Daitei Ō)

### Trama e contesto delle serie animate
Le serie animate, tutte incentrate sui mecha, hanno come protagonisti bambini di scuole elementari, chiamati a guidare i robot protagonisti per difendere la Terra dai guerrieri del male. Solitamente, la scuola frequentata dai bambini è anche il luogo in cui sono ospitati i robot.

### Somiglianze con la serie Brave
Quando la Tomy concepì la serie Eldran, la Takara, che in seguito si fuse con la Tomy, aveva già iniziato a produrre la serie Brave, anch'essa incentrata sui mecha. Coincidentalmente, le serie anime della serie Brave furono sviluppate anch'esse dalla Sunrise e i robot protagonisti dei due brand erano molto simili fra loro. La grande differenza fra i robot della Eldran e quelli della Brave è che i primi hanno tutti le fattezze di animali, mentre i secondi sono per la maggior parte veicoli.